# Med en nypa salt
| Med en nypa salt |
| --- |
| Plinius den äldre, en man som använde salt i sina recept på motgifter. - Betydelse – se något med viss skepsis - Bakgrund – latinets cum grano salis, receptterm som kopplats till sidobetydelsen förstånd för salis - Ursprung – Plinius den äldre (som addito salis grano) eller Pompejus (Mithridates VI Eupator) |

Med en nypa salt (av latin: cum grano salis, "ett korn salt", med samma betydelse) betyder i vardagligt tal att man ska vara en aning skeptisk till ett påstående och att det inte ska tas bokstavligt.

## Historik
Den latinska frasen har antikt ursprung. En ofta använd härledning går tillbaka på Plinius den äldre, som i sitt uppslagsverk Naturalis Historiæ (cirka år 70) använder frasen i volym VII.
Frasen behandlas i Plinius den äldres uppslagsverk Naturalis Historiæ, och sägs referera till ett recept på ett motgift. I många av Plinius recept på motgifter ingår instruktionen att man ska tillsätta åtminstone ett korn salt (addito salis grano, 'sedan ett korn salt tillsats'), och salt var länge en viktig del av själva receptet.
Senare kom uttrycket att få överförd betydelse, som ett uttryck för skepsis. Denna betydelse var antagligen påverkad av en sidobetydelse av ordet för salt, i betydelsen förstånd.
Det kanske mest kända antika receptet kretsande kring "en nypa salt" spreds vidare av den romerske fältherren Pompejus. Denne hade 66 f.Kr. besegrat Mithridates VI från Krim, en man som var känd för sin rädsla för att bli förgiftad. Mithridates mani på motgifter inkluderade ett recept som kungen själv skulle ha skrivit ner och där han kombinerade två torkade valnötter, två fikon samt 20 blad av ruta, allt malet tillsammans med en nypa salt.

## En skopa salt
En variant av talesättet finns i form av "med en skopa salt", samt versionerna "med en stor skopa salt" och "med en rejäl skopa salt" (engelska: with a large grain of salt eller with a dose of salt), vilket betyder att man ska vara avsevärt skeptisk till påståenden istället för en aning.
Enligt kungliga bibliotekets svenska dagstidningsarkiv dyker talesättet upp tidigast i dagstidningen Arbetaren 25 oktober 1944.